# سكرينة
السكرينة (الاسم العلمي: Saccharina) هي جنس من الطلائعيات تتبع الفصيلة اللامينارية من رتبة اللاميناريات.

## أنواع السكرينة
- سكرينة أوخوتسكية
- سكرينة رفيعة
- سكرينة سميكة الأوراق
- سكرينة سنانية الشكل
- سكرينة شيكورية
- سكرينة طويلة
- سكرينة طويلة الدواسة
- سكرينة طويلة الساق
- سكرينة عريضة
- سكرينة غرونلندية
- سكرينة كوريلية
- سكرينة لاطئة
- سكرينة مبجلة
- سكرينة منحوتة
- سكرينة يابانية
- سكرينة يندوانية
- (الاسم العلمي:Saccharina bongardiana)
- (الاسم العلمي:Saccharina complanata)
- (الاسم العلمي:Saccharina dentigera)
- (الاسم العلمي:Saccharina druehlii)
- (الاسم العلمي:Saccharina gurjanovae)
- (الاسم العلمي:Saccharina gyrata)